# Nevroergonomija
Nevroergonomija je znanost, ki preučuje človeške možgane v povezavi z opravljanjem kognitivnega in fizičnega dela ter izvajanjem vsakodnevnih opravil. Ukvarja se z integracijo človeka in sistema, pri čemer upošteva dejansko izvedbo dela in spoznanja o delovanju možganov  ter uporablja ugotovitve o nevrološki podlagi pomnjenja, odločanja, načrtovanja ... v povezavi s tehnologijo in situacijami v resničnem življenju. Cilj nevroergonomije je oblikovanje tehnoloških sistemov in delovnega okolja, ki bo kompatibilno s človekovimi zmožnostmi in omejitvami. Ker je posameznike pomembno preučevati v njihovem naravnem okolju, je potrebno razvijati in uporabljati mobilno tehnologijo za preučevanje možganov.

## Metode
Najbolj uporabljane metode v nevroergonomiji so metode neuroimaginga (slikanja možganov), ki se delijo v dve kategoriji. V prvi so metode, s katerimi merimo cerebralne metabolne procese, povezane z nevronsko aktivnostjo, na primer funkcijska magnetna resonanca (fMRI) in traskranialna Dopplerjeva sonografija (ang. transcranial Doppler sonography – TCDS). V drugi so metode, ki neposredno merijo aktivnost nevronov, npr. elektroencefalogram (EEG). Uporabljene so tudi genetske študije in metode, ki temeljijo na računalniških simulacijah, psihofiziologiji in nevrokemiji. Metode se med seboj razlikujejo glede na časovno in prostorsko ločljivost ter mobilnost.

### EEG
Pogosto se uporablja EEG in iz njega izpeljane ERP-je. ERP (ang. event-related potential oz. z dogodkom povezani potencial)  je odgovor živčnih celic v možganih na specifične senzorične, motorične in kognitivne dražljaje. Pri merjenju z EEG-jem se ERP-ji zapišejo v obliki valovanja. Raziskovalci nato prečujejo spremembe v amplitudi in latenci različnih komponent ERP-ja – pozitivnih in negativnih odklonov. Pri preučevanju nevronske podlage motoričnih aktivnosti se analizira komponento ERP-ja, ki se imenuje MRCP (ang. motor-related cortical potential oz. z motoriko povezan potencial). Ker se MRCP pojavi pred dejansko izvedbo motorične aktivnosti, velja, da je povezan s premotorično aktivnostjo – aktivnostjo v določenih delih možganov, ki se pripravljajo na izvedbo želene motorične akcije. Ker je primerne velikosti in relativno poceni, je EEG primeren tako za raziskave v laboratoriju kot v realnem delovnem okolju. Raziskovalci pa razvijajo elektroencefalografe, ki bi bili še primernejši za aplikacijo v realnem delovnem okolju izven laboratorija – takšne s suhimi elektrodami, na katere ni potrebno nanašati gela, in brezžične.

### fMRI in PET
V nevroergonomiji se uporablja tudi fMRI (funkcijsko magnetno resonanco) in PET. Z metodama preučujemo vzorce nevronske aktivnosti pri kognitivnih, motoričnih in afektivnih procesih. Metoda fMRI zaznava kontrast med oksigenirano in deoksigenirano krvjo in ima dobro prostorsko ločljivost. Pomanjkljivost PET-a in fMRI-ja sta omejena mobilnost in zahteva, da mora udeleženec med meritvami ležati.

### fNIRS in TDCS
Metodi, primernejši za raziskave v dejanskem delovnem okolju, sta npr. fNIRS (ang. functional near infrared spectroscopy) in TCDS (transkranialna Dopplerjeva sonografija). fNIRS je podobna PET-u in fMRI-ju, meri pa spremembe hemodinamike na posameznih področjih možganov, npr. nivo oksigeniranega in deoksigeniranega hemoglobina v povezavi z aktivnostjo nevronov. Uporablja se predvsem za merjenje aktivnosti v možganski skorji, njegovi prednosti pa sta, da je prenosen in poceni. TCDS pa s pomočjo ultrazvoka spremlja pretok krvi v možganskih poloblah. Ko se ob izvajanju določene naloge aktivnost nevronov poveča, se poveča tudi pretok krvi v srednji možganski arteriji. TCDS pogosto uporabljajo pri preučevanju opreznosti in miselne obremenitve, manj pa pri preučevanju fizičnih nalog, saj fiziološke spremembe pri fizični vadbi vplivajo na pretok krvi v možganih.

### MRI in DTI
Magnetno resonanco v nevroergonomiji uporabljajo za preučevanje treninga in učenja prek merjenja strukturnih sprememb možganov skozi čas. Iz MRI izhaja tehnika DTI (ang. diffusion tensor imaging oz. slikanje difuzijskih tenzorjev), s katero merimo, kako dobro so prek možganske beline (aksonov) povezana različna kortikalna in subkortikalna področja. Nekatere raziskave so z DTI pokazale, da kognitivni in motorični trening te povezave izboljšuje.

### Stimulacija možganov - TMS in tDCS
Z zgoraj omenjenimi metodami lahko preučujemo povezave med možgansko aktivnostjo in fizično ter psihično aktivnostjo posameznika. V želji, da bi preučevali tudi vzročno-posledične odnose, so se raziskovalci začeli posluževati neinvazivnih tehnik stimulacije možganov, npr. TMS (ang. transcranial magnetic stimulation oz. transkranialna magnetna stimulacija) in tDCS (ang. transcranial direct current stimulation oz. transkranialna stimulacija z direktnim električnim tokom). Te tehnike omogočajo začasno inhibicijo ali aktivacijo specifičnih delov možganov, iz česar lahko raziskovalci sklepajo, kakšno funkcijo imajo posamezna področja. TMS in tDCS lahko prek modulacije možganske aktivnosti izboljšata izvajanje kognitivnih in motoričnih nalog. TMS s pomočjo magnetne tuljave, ki je v bližini glave, v delu možganov pod tuljavo sproža dodatno električno aktivnost in tako spreminja aktivnost nevronov. Metoda tDCS pa v del možganov dovaja šibek električni tok. V primerjavi s TMS ima nizko časovno in prostorsko ločljivost, vendar je cenovno ugodnejši in premičen, zato se bo v nevroergonomskih študijah verjetno bolj uveljavil.

## Miselna obremenjenost
Eden izmed ciljev ergonomskega oblikovanja je preprečevanje miselne preobremenjenosti in upada opreznosti. Pri delu s sistemi, ki jih upravlja človek, lahko prevelika ali premajhna miselna obremenjenost zavira učinkovitost in varnost. Kot vedenjsko mero miselne obremenjenosti lahko vzamemo natančnost in hitrost pri določeni nalogi; lahko uporabimo tudi subjektivna poročanja osebe, ki nalogo izvaja; lahko pa izvedemo meritve možganskih funkcij. Fiziološke mere so občutljivejše na majhne spremembe v  kognitivnem procesiranju, ki v vedenju morda niso opazne – na primer povečanje napora za ohranitev enake učinkovitosti pri izvedbi naloge.
Prevladujoča teorija, ki razlaga miselno obremenjenost, je teorija multiplih resursov, ki jo je leta 1984 razvil Wickens. Z izjemo avtomatiziranih opravil in opravil, pri katerih je izvedba odvisna neposredno od kvalitete čutnih podatkov (ang. data – limited tasks), naj bi bila izvedba naloge odvisna od števila resursov, ki jih moramo pri nalogi angažirati. Stopnja, do katere se hkratna izvedba dveh nalog (npr. vožnje in govorjenja po telefonu) prekriva oz. medsebojno ovira, je povezana s prekrivanjem resursov. Raziskave, v katerih so udeleženci izvajali več nalog hkrati, so teorijo podprle. V takšnih študijah lahko uporabljamo metode, kot so fMRI, fNIRS in TCD. Še posebej uporabna metoda je fNIRS, s katero lahko merimo aktivacijo prefrontalnega korteksa – dela možganov, ki je vključen v delovni spomin, odločanje in kognitivni nadzor. fNIRS so npr. uporabili v raziskavi, kjer so udeleženci hkrati izvajali dve zahtevni preizkušnji delovnega spomina – eno vidno in eno slušno. V kontrolni skupini so zahtevnost preizkušenj prilagajali uspešnosti izvedbe in s tem zagotavljali konstanten nivo miselne obremenitve. V eksperimentalni skupini pa se je zahtevnost preizkušenj povečevala ne glede na uspešnost njihove izvedbe – pričakovano je bilo torej, da se bo miselna obremenjenost večala. V eksperimentalni skupini se je s pomočjo fNIRS pokazal povečan nivo oksigeniranega hemoglobina v levem dorzolateralnem prefrontalnem korteksu in desnem ventrolateralnem prefrontalnem korteksu, kar je nakazalo na povečan miselni napor.
Dodatna podpora teoriji multiplih resursov izvira iz študij ERP. P300 je pozitivni odklon v možganskem valovanju, povzročen z redkimi izstopajočimi dražljaji med enoličnimi pogostimi dražljaji. Čas, da posameznik sproducira P300, se povečuje s kompleksnostjo izstopajočih dražljajev, ne pa tudi s kompleksnostjo načina odgovarjanja. Wickens pravi, da ERP kot mera, ki je občutljiva le na resurse, povezane z obdelavo dražljajev (njihovo zaznavo ter razvrščanjem), ne pa na resurse, povezane z odgovarjanjem na nalogo, podpira razlikovanje med centralnimi resursi in resursi, povezanimi z odgovarjanjem. ERP-ji so torej dobra mera miselne obremenjenosti pri kompleksnih nalogah, neodvisna od motorike in vzorca odgovarjanja. S pomočjo ERP so raziskovalci preučevali npr. vožnjo. Čeprav vedenjske meritve in subjektivna poročanja udeležencev niso pokazala razlike med simulacijo vožnje v normalni in oteženi vidljivosti, so se razlike med pogojema odražale v amplitudi ERP.

## Opreznost
Avtomatizacija na delovnih mestih je spremenila naravo kognitivnega dela. Pri človeku, ki mora avtomatizirane sisteme še vedno nadzirati, je pomembna opreznost. Le-ta s časom izvajanja naloge upada, kar razlagajo z upadom kortikalnega in avtomonmega vzburjenja zaradi trajanja in monotonosti nalog. Novejše nevroznanstvene raziskave so z metodama PET in fMRI pri upadu opreznosti pokazale zmanjšanje hitrosti cerebralnega pretoka krvi in spremembe v presnovi glukoze. Čeprav so naloge za posameznika dolgočasne, še vedno povzročajo miselno obremenjenost in stres. Upad opreznosti je povezan z linearnim večanjem miselne obremenjenosti med izvajanjem naloge in je odvisen od njene zahtevnosti.
Upad opreznosti lahko ublažimo z zmanjšanjem števila delovnih ur in več premori, vendar to na nekaterih delovnih mestih ni mogoče, poleg tega pa se upad opreznosti pojavi že po petih minutah dela. Drug način je uporaba iztočnic oz. namigov. Pri nalogah, kjer je treba biti pozoren na določene dražljaje, se zaznava le-teh izboljša ob dodaji namigov, ki opozarjajo na prihod dražljaja. Namigi so še posebej učinkoviti pri nalogah, kjer je zaradi slabe vidljivosti dražljaje težko razločevati. Raziskovalci so uporabili namige pri nalogi zaznavanja kritičnih dogodkov v simulaciji nadzora letenja. Če so bili namigi popolnoma zanesljivi, opreznost tekom izvajanja naloge ni upadala, kar so potrdili tudi z merjenjem cerebralnega pretoka krvi. Poleg namigov lahko za blaženje upada opreznosti uporabimo tudi neinvazivno možgansko stimulacijo. V drugi raziskavi so pri udeležencih, ki so izvajali nalogo, kjer je potrebna opreznost, uporabili transkranialno stimulacijo (tDCS) prefrontalnega korteksa. Le-ta je izboljšala uspešnost pri zaznavi dražljajev, vendar so za preučevanje dolgoročne učinkovitosti tDCS potrebne nadaljnje raziskave.

## Adaptivna avtomatizacija
Adaptivna avtomatizacija je pristop, ki omogoča fleksibilno razporejanje funkcij med človekom in sistemom. Med krizami ali v pogojih, kjer je treba opravljati veliko nalog, je več funkcij avtomatiziranih. Koncept adaptivne avtomatizacije ima dolgo zgodovino, z metodami nevroznanosti pa ga dopolnjujejo šele od nedavnega. Zdaj torej temelji na nevroergonomskem ocenjevanju operatorjevega stanja; študije uporabljajo npr. EEG. 
S statističnimi tehnikami in tehnikami strojnega učenja (npr. umetna nevronska omrežja) lahko adaptivni sistemi ocenjujejo operatorjevo stanje, da lahko glede na njegovo premajhno ali preveliko obremenjenost prilagajajo razporeditev nalog. Nekateri raziskovalci so adaptivne sisteme uporabili v svojih študijah. Udeleženci so morali v odreagirati na tarčne dražljaje, med nalogo pa se je spreminjala težavnost. Na osnovi EEG meritev in drugih fizioloških mer je umetno nevronsko omrežje razlikovalo med visoko in nizko miselno obremenjenostjo operatorja. Če je bil operator miselno preobremenjen, je sistem avtomatično zmanjšal težavnost naloge, kar je vodilo do 50% izboljšanja v reagiranju na tarčne dražljaje. Glavna težava pri uvajanju adaptivnih sistemov na delovna mesta je pravočasna ocena operatorjevega stanja in pravočasno reagiranje nanj.

## Trening
Potencialne spremembe sistemov, ki bi jih lahko prinesel razvoj nevroergonomije, bi zahtevale dodatno usposabljanje delavcev. Nevroergonomija se torej ukvarja tudi z načini izobraževanja oz. usposabljanja na delovnem mestu, pri čemer uporablja spoznanja kognitivne nevroznanosti o nevroloških mehanizmih učenja, pomnjenja ... pa tudi o možganski plastičnosti – sposobnosti možganov, da se pod vplivom učenja in novih izkušenj spreminjajo. Spremembe v možganski belini, ki se pojavljajo ob obširnem treningu izvajanja kompleksnih delovnih nalog, so raziskovalci preučevali z metodo DTI.  Tehnike možganske modulacije, npr. TMS in tDCS, so v nekaterih raziskavah izboljšale izvajanje zaznavnih, kognitivnih in motoričnih nalog. Nekateri raziskovalci ugotavljajo, da je neinvazivna možganska stimulacija s tDCS še posebej obetavna za usposabljanje človeških operaterjev pri izvajanju kompleksnejših nalog, saj med drugim izboljšuje pozornost in delovni spomin.

## Fizično delo
Fizična nevroergonomija pri zasnovi in nadzorovanju fizičnih nalog na delovnem mestu upošteva znanja o aktivnosti možganov v povezavi s posameznikovimi fizičnimi, kognitivnimi in čustvenimi sposobnostmi. V zadnjem času je porastel interes za ocenjevanje fizičnega dela s pomočjo nevroergonomskih metod, vendar predvsem v laboratorijskem in ne v dejanskem delovnem okolju. Uporabljene metode so odvisne od narave dela; za ocenjevanje dinamičnega fizičnega dela, kjer se delavec premika, so najprimernejši EEG, ERP in fNIRS. Veliko informacij o nadzoru hotenih gibov lahko npr. dobimo, če z EEG-jem merimo MRCP, ki odraža kortikalne motorične ukaze. Nekatere raziskave so npr. ugotovile, da so MRCP-ji iz suplementarnega motoričnega področja in kontralateralnega senzomotoričnega področja povezani z uporabo sile med izometričnim upogibanjem komolca. MRCP-ji v suplementarnem motoričnem področju in kontralateralnem motoričnem korteksu so v nekaterih raziskavah pokazali, da ekstenzija in fleksija izvirata iz ločenih kortikospinalnih projekcij v motorične nevrone. Te ugotovitve lahko pripomorejo k razumevanju bolezni mišičnoskeletnega sistema, ki nastanejo zaradi ponavljajočih se gibov.
Nevroergonomija pa se ukvarja tudi z delovnimi nalogami, pri katerih je še posebej pomembno, da fizično delo usklajujejmo z vidnimi ali slušnimi dražljaji. Raziskovalci so preučevali aktivnost možganov med opravljanjem dinamičnih nalog, ki zahtevajo vidnomotorični nadzor. Ugotovili so, da se ob nalogah, kjer je potrebno hitro integrirati vidne (ali nove) informacije s somatosenzornimi, v možganih sproža več gama valovanja. Takšna spoznanja lahko uporabijo pri načrtovanju in analizi nalog, pri katerih je potrebna vidna povratna informacija ali natančen nadzor gibov.

## Fizična utrujenost
Na utrujenost lahko vplivajo tako centralni (motivacija, kortikalna aktivnost ...) kot periferni (spremembe v krčenju mišic) mehanizmi. Z nevroergonomskimi metodami lahko preučujemo možganske mehanizme, povezane z nastankom utrujenosti. Utrujenost na delovnem mestu lahko razdelimo na lokalizirano mišično utrujenost (utrujenost specifičnih mišičnih skupin) utrujenost celega telesa. Različni raziskovalci poročajo, da so pokazatelji lokalizirane mišične utrujenosti zmanjšana moč in upad EMG-ja. Razlikujemo tudi med centralno in periferno utrujenostjo. 
Nekatere raziskave so pokazale, da se ob periferni utrujenosti pojavijo kortikalne kompenzacijske strategije. Nekateri raziskovalci so to podprli s preučevanjem nevroloških korelatov lokalizirane mišične utrujenosti. Ugotovili so, da se ob utrujenosti mišic zaradi dolgotrajnega, enoličnega prijemanja predmetov začnejo aktivirati drugi možganski centri. Nevroni v centrih, ki so bili aktivni do takrat, se namreč utrudijo. 
Za preučevanje utrujenosti celega telesa raziskovalci uporabljajo predvsem EEG in fNIRS. Z EEG-jem so npr. pokazali, da se med utrujajočo nalogo kolesarjenja možganska aktivnost poveča – alfa valovanje se zmanjša, beta pa poveča. Raziskave s fNIRS pa so ob izčrpanosti zaradi utrujajočega krčenja mišic ob določenih delovnih nalogah pokazale upad oksigeniranga hemoglobina v prefrontalnem korteksu. To nakazuje na povezavo med aktivacijo prefrontalnega korteksa in zmanjševanjem motoričnega donosa ob zaključevanju fizične vadbe.

## Kombinacija fizičnega in kognitivnega dela
Raziskovalci so z EEG-jem preučevali vpliv intenzivnosti fizične vadbe na kognicijo. Analizirali so komponento ERP-ja, ki se imenuje P300. Glede na to raziskavo fizična vadba vpliva na količino pozornostnih resursov, ki jih lahko posameznik nameni nalogi, ki jo opravlja. Glede na intenzivnost vadbe so se spremembe v amplitudi P300 pojavljale v obliki obrnjene U krivulje. Nekatere raziskave pa so zmanjšano mišično vzdržljivost v kognitivno zahtevnih, stresnih situacijah pripisale nižji motivaciji ali interferenci nevronov v prefrontalnem korteksu, ki je vključen tako v kognitivno procesiranje kot v izometrična motorična krčenja. Raziskovalci so z uporabo fNIRS merili koncentracijo kisika v možganih med nalogo prijemanja predmetov z roko. Ko so morali udeleženci obenem opravljati še kognitivno nalogo, so se ob izčrpanosti v prefrontalnem korteksu pojavile nižje koncentracije oksigeniranega hemoglobina. V drugi raziskavi pa so ugotovili, da med hkratnim opravljanjem fizičnega dela in kognitivnih nalog slabijo kortikomuskularne povezave, čeprav se pri tradicionalnih meritvah - EMG-jih in meritvah sile – to ne pokaže. Vse te raziskave kažejo, da je poleg uporabe konvencionalnejših ergonomskih metod pomembno opazovati tudi dogajanje v možganih. Izsledki takšnih raziskav lahko pomagajo pri optimizaciji in evalvaciji delovnih nalog.

## Nevroinženiring
Nevroinženiring se ukvarja z upravljanjem naprav zgolj z možganskimi signali in brez motoričnega posredovanja. Razvijanje takšne tehnologije je uporabno za posameznike z omejenimi motoričnimi sposobnostmi ali s popolno izgubo nadzora motorike. Nevroinženiring izhaja iz teorij biokibertnerike. Uporabnike se trenira, da se poslužujejo določenih mentalnih aktivnosti, ki imajo v možganih edinstveno električno »signaturo« oz. prepoznavno značilnost. Ti možganski potenciali potem sprožijo signal v napravi, ki jo uporabniki želijo upravljati. V nevroinženiringu se poslužujejo tako neinvazivnih kot invazivnih metod; slednje za merjenje nevronske aktivnosti uporabljajo vstavljene elektrode, vendar so zaenkrat omejene na paciente, kjer je vstavljanje elektrod klinično upravičeno. Neinvazivne metode pa uporabljajo npr. z EEG-jem merjene ERP-je, med njimi P300. Tehnologija, osnovana na teh signalih, se uporablja pri upravljanju sintetizatorjev glasu in premikanju robotskih rok.

## Vožnja
Obsežno področje nevroergonomskih raziskav je tudi vožnja. Preučujejo npr. skupine ljudi, ki imajo večje tveganje za prometne nesreče – med njimi so tudi starejši vozniki. Raziskave to pripisujejo različnim dejavnikom, kot so slabšanje nočnega vida, slabše razločevanje kontrastov, ožanje vidnega polja in upad zmožnosti deljene pozornosti. Nevroergonomski pristop pri preučevanju vožnje starejših upošteva tako normalne razvojne spremembe, ki jih prinese staranje, kot s starostjo povezane bolezni, npr. diabetes. Raziskovalci razvijajo ukrepe, ki lahko pomagajo starejšim voznikom – za hipoglikemične voznike npr. senzor, ki pravočasno opozarja na prenizko koncentracijo glukoze v krvi. Razvijajo tudi pripomočke za voznike z obstruktivno spalno apnejo, ki med drugim povzroča prekomerno dnevno zaspanost, zmanjšuje opreznost in vodi v epizode mikrospanca (nekajsekundnega zmanjšanja alfa valovanja v budnosti).
Možgansko aktivnost med dejavnostmi, podobnimi vožnji, preučujejo tudi s fMRI-jem. Analizirajo predvsem vidnoprostorske in motorične vidike vožnje. Znano pa je že, da imajo starejši ljudje z nevrodegenerativnimi boleznimi zmanjšano aktivnost v posteriornem parietalnem in frontalnem režnju – področjih, ki se jih uporabljamo tudi pri vožnji. fMRI in podobne metode so za starejše voznike torej manj uporabne kot za mlajše. S pomočjo znanja o delovanju možganov lahko napovemo, kakšne posledice za vožnjo bo imela določena lezija. Predvidljivo je, da bo imel pacient s poškodbo frontalnega režnja, ki ima vlogo v pozornosti in delovnem spominu, okrnjeno sposobnost vožnje.
Obstajajo različni pripomočki za preučevanje kognitivnih in nevroloških mehanizmov vožnje, še posebej napak pri vožnji. Na voljo so standardizirani nevropsihološki preizkusi, ki merijo nivo kognitivnih sposobnosti, vendar so nekoliko manj občutljivi na nepravilnosti, ki vplivajo specifično na vožnjo. Uporabimo lahko računalniške preizkuse, različne simulacije, vožnjo avtomobila v varovanih, nadzorovanih pogojih (npr. na testnih poligonih) ali podatke o dejanski vožnji v naravnem okolju.  Eden izmed računalniških preizkusov, UFOV, se osredotoča na merjenje pozornosti in hitrosti obdelave informacij. Pri nalogah, ki zahtevajo visoko stopnjo pozornosti, vozniki s povečanim tveganjem za nesrečo slabše obdelujejo vidne informacije iz okolja in usmerjajo pozornost na različne dražljaje – prometne znake, druge avtomobile, pešce ...
V eni izmed raziskav so na voznikih z deficitom pozornosti in brez njega aplicirali nalogo, kjer je treba vidno iskati dražljaje. Ugotovili so, da sta obe skupini voznikov enako uspešno opravljali nalogo, kjer se je tarčni dražljaj izrazito razlikoval od distraktorjev. To pomeni, da so tudi vozniki z deficitom pozornosti sposobni refleksivno odreagirati na izstopajoče dražljaje iz okolja, ki avtomatsko pritegnejo pozornost. Med skupinama se pojavi razlika, ko je tarčni dražljaj zelo podoben distraktorjem – v tem primeru mora posameznik namerno preusmerjati pozornost od enega dražljaja do drugega. V tem pogoju so vozniki z deficitom pozornosti pomembno počasnejši.

## Nadzorovanje letenja
Nevroergonomske raziskave se izvajajo tudi na področju nadzorovanja zračnega prometa. Raziskovalci so preučevali, kako bi se dalo izboljšati interakcijo med operaterjem in sistemom. Med komuniciranjem s pilotom morajo biti kontrolorji pozorni tudi na vidne informacije, ki se prikažejo na radarju – npr. na opozorilo o premajhni razdalji med letali. Predpostavljeno je, da so pozornostni resursi razdeljeni med obdelavo vidnih in slušnih informacij – obdelava ene vrste informacij lahko torej zmoti obdelavo druge vrste. Raziskovalci so zasnovali dva različna načina vidnih obvestil – opozorilo se prikaže v obliki utripajočega barvnega napisa »ALRT« ali pa z enakim napisom, obkroženim s premikajočimi se rumenimi simboli. Polovica udeležencev je imela prvi, polovica pa drugi način vidnih obvestil, vsi pa so morali opravljati še slušno nalogo prepoznavanja redkih visokih tonov. Kot mero pozornostnih resursov, ki jih je posameznik lahko namenjal slušni nalogi, so raziskovalci vzeli P300. Udeleženci, ki so imeli drugi način vidnih obvestil (tistega z utripajočimi simboli), so točneje prepoznavali visoke tone; amplituda njihovega P300 je bila večja. Možna razlaga je, da so vidna obvestila, ki so bolj poudarjena in torej lažja za zaznavo, sprostila pozornostne resurse, ki jih je posameznik nato lahko uporabil pri procesiranju slušnih informacij. Raziskava je tudi potrdila, da lahko P300 pokaže, kako dobro so oblikovani sistemi, ki zahtevajo hkratno procesiranje prek več čutnih kanalov.